# Аррабей I
Аррабей I (др.-греч.  Ἀρραβαῖος; V век до н. э.) — правитель Линкестиды (области в Верхней Македонии).

## Биография
По утверждению Страбона, властители Линкестиды возводили свой род к Бакхиадам. Отцом Аррабея был Бромер.
Во время Пелопоннесской войны против Аррабея I выступили македонский царь Пердикка II и его союзник — спартанский полководец Брасид. Однако правитель Линкестиды призвал спартанца выступить третейским судьей в его споре с Пердиккой и обещал подчиниться решению лакедемонян. Несмотря на противодействие македонского царя, Брасид, поддерживаемый халкидянами, в надежде приобрести новых друзей, вступил в переговоры с Аррабеем, после чего «убежденный доводами последнего» отступил со своим войском. Раздраженный Пердикка, желавший не ведения переговоров, а подчинения ему «тех врагов, на которых сам укажет», сократил расходы, которые несла Македония на содержание спартанского войска.
Впоследствии Перддика и Брасид вторично выступили в поход против Аррабея. Помимо македонян и лакедемонян за ними также «следовало полчище варваров.» Первоначально им удалось одержать решительную победу над линкестами, множество которых пало на поле боя, а остальные спаслись бегством в горы. Однако затем стало известно, что иллирийцы, завербованные Перддикой, прихода которых ожидали союзники, изменили им и перешли на сторону Аррабея. Под давлением панического страха перед этим воинственным племенем македоняне ночью поспешно ушли, даже не поставив об этом в известность лакедемонян, лагерь которых располагался отдельно. Ободренные же призывом Брасида спартанцы наутро отступили в правильном боевом порядке, поэтому иллирийцы и линкесты не смогли нанести им значительного ущерба, и предпочли «с главными силами беглым маршем броситься на бегущих македонян, убивая всех, кого настигали». Воины Брасида, «раздраженные преждевременным отступлением македонян», разграбили все их имущество, которое только смогли захватить на своем пути.
В дальнейшем, по всей видимости, Аррабей I примирился с Пердиккой, на что указывает сохранившийся текст трехстороннего мирного договора Македонии с Афинами и Линкестидой. Это соглашение было заключено между «Пердиккой и его союзниками», Афинами и «Аррабеем и его союзниками». Примечательно, что здесь Аррабей указан в качестве самостоятельной стороны.
У Аррабея I было двое детей: Аррабей II — будущий правитель Линкестиды, и дочь, ставшая женой элимейского князя Сирра. Внучка Аррабея I Эвридика впоследствии вышла замуж за Аминту III и родила трех сыновей, в том числе Филиппа II — отца Александра Великого.